# 우에쓰키촌
우에쓰키촌(植月村)은 오카야마현 가쓰타군에 있던 촌이다. 현재의 쇼오정에 해당한다.